# Greenlee County
Greenlee County är ett county och ligger i östra delen av delstaten Arizona i USA.  Enligt folkräkningen år 2010 var countyts folkmängd 8 437. Den administrativa huvudorten (county seat) är Clifton. 

## Geografi
Enligt United States Census Bureau har countyt en total area på 4 787 km². 4 784 km² av den arean är land och 3 km² är vatten.

### Angränsande countyn
- Cochise County, Arizona - syd
- Graham County, Arizona - väst
- Apache County, Arizona - nord
- Catron County, New Mexico - öst
- Grant County, New Mexico - öst
- Hidalgo County, New Mexico - sydöst

### Orter
- Clifton (huvudort)
- Duncan
- Franklin
- Morenci
- York